# Les Damps
 Les Damps  là một xã thuộc tỉnh Eure trong vùng Normandie miền bắc nước Pháp.

## Huy hiệu
| Arms of Les Damps | The arms of Les Damps are blazoned: Or, a bend wavy azure, between a tobacco leaf vert and a leopard gules. |